# Condado de Logan (Kansas)
O Condado de Logan é um dos 105 condados do estado americano de Kansas. A sede do condado é Oakley, e sua maior cidade é Oakley. O condado possui uma área de 2 779 km² (dos quais 0 km² estão cobertos por água), uma população de 3 046 habitantes, e uma densidade populacional de 1 hab/km² (segundo o censo nacional de 2000). O condado foi fundado em 24 de fevereiro de 1887.